# Popular Science
Popular Science (en inglés, ciencia popular o divulgación científica) es una revista mensual estadounidense fundada en 1872 y especializada en noticias de ciencia y tecnología dirigidas al público no especializado. Se considera que es la revista de divulgación científica pionera en el mundo. Ha ganado dos premios ASME, por su excelencia periodística: en 2003 (para la Excelencia General) y en 2004 (a la Mejor Revista de la Sección). Es la quinta revista mensual más antigua publicada ininterrumpidamente desde su creación.
Su objetivo, según los creadores, es «Descubrir el futuro, desvelar las aplicaciones prácticas del cambio tecnológico y contarlo de manera atractiva y rigurosa mediante imágenes y textos exclusivos».[cita requerida]
Desde 1935 hasta 1949, la revista patrocinó una serie de cortometrajes televisivos de divulgación científica, producidos por Jerry Fairbanks y Paramount Pictures.[cita requerida]
El 25 de enero de 2007, Time Warner vendió esta revista, junto con otras 17 de interés especial, al grupo Bonnier.[cita requerida]
Popular Science tiene una versión en español desde el 21 de abril de 2008, disponible en España, México, Chile y Argentina.[cita requerida]

## Historia
Popular Science, debido a su antigüedad, ha cubierto alguno de los inventos clásicos de finales del siglo XIX y comienzos del XX, como el teléfono, el fonógrafo, la luz eléctrica y los primeros modelos de automóviles comerciales. En esta primera época contó con artículos de Alexander Graham Bell, Thomas Edison, T. H. Huxley y Louis Pasteur. Desde el comienzo mostró un especial interés por la teoría de la evolución, particularmente la de Herbert Spencer.
La revista comenzó a incorporar imágenes a color ya en 1916, con una tirada espectacular para la época en Estados Unidos, 150.000 ejemplares. El interés por los automóviles de la revista creció y en 1918 planteó un concurso de inventos para mejorar la automoción. Ganó un dispositivo de arranque basado en solenoides.

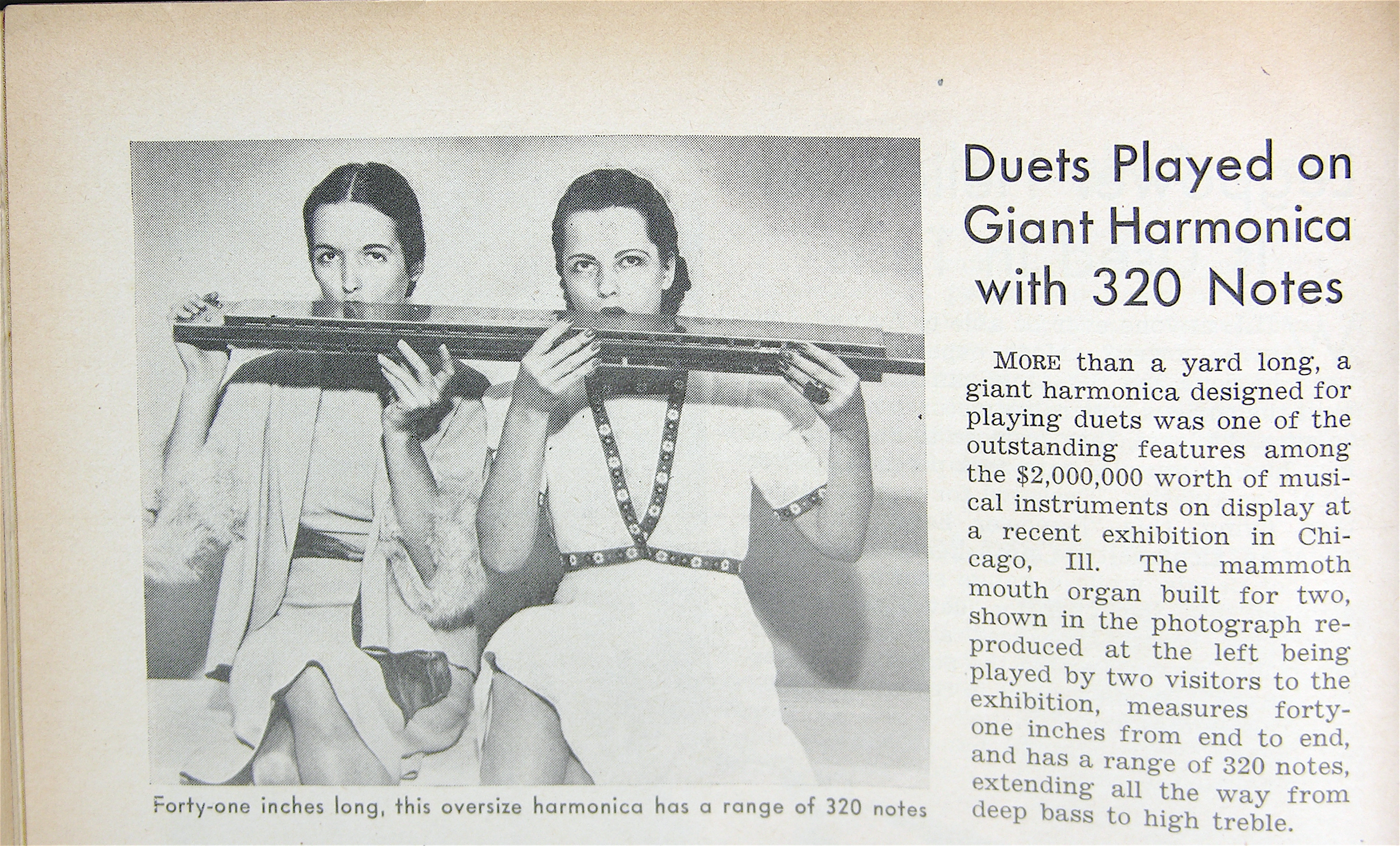
Artículo publicado en Popular Science en 1938 que muestra un dúo tocando una armónica gigante.

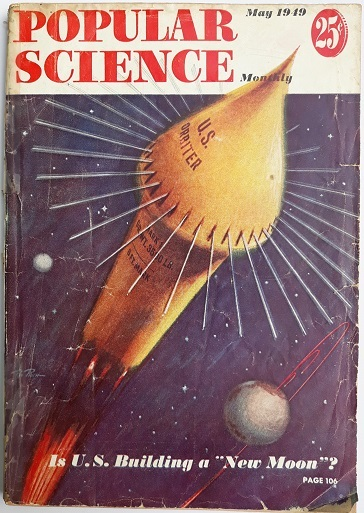
Portada de mayo de 1949: «Los EE. UU. ¿están haciendo una nueva Luna?»

En la década de los años 1920 se incorporó a la revista Robert Goddard, uno de los principales ingenieros de cohetes estadounidenses, que inauguró una serie de artículos centrados en obras de ingeniería, como la construcción del Empire State Building, el Golden Gate y el buque Queen Mary. 
Tras reducir su precio a 15 centavos, las suscripciones aumentaron hasta los 450.000 en 1938.
Considerada la revista de divulgación más popular, su director fue uno de los invitados a la demostración de la bomba atómica tras el proyecto Manhattan. 
En la década de los años 1950, añadieron una sección para construir inventos en casa, desde accesorios para el coche hasta láseres. 
Con el comienzo de la era espacial, aumentó sus páginas para recoger los viajes a la luna y el lanzamiento de satélites, sin olvidar otros aspectos de la ciencia, como las obras de Buckminster Fuller.
En los años 1970 se centró especialmente en la energía solar y el ecologismo, editando un manual, Solar Energy Handbook al final de la década. Incluso editó un artículo sobre las graves deficiencias de seguridad en las centrales nucleares de la URSS, nueve años antes del accidente de Chernobyl.
Con el comienzo de la era de los ordenadores y la cibernética, la informática ganó espacio en la revista, que en 1988 comenzó la sección Best of What's New, que desde entonces se sitúa en portada en el volumen de diciembre de cada año y que reseña los mejores y más útiles inventos del año. Este número suele ser el más vendido con diferencia.
Con el ascenso de internet, Popular Science añadió en 1995 la sección The Popular Science 50 Best of the Web, que distribuía premios a las mejores páginas web del momento. Las premiadas podían mostrar el logotipo de la revista en su portada. Un año después, se lanzó la página de la revista.
En 1997 celebró su 125 aniversario dedicando dos páginas de cada número a rememorar los inventos ahora cotidianos que fueron anunciados en la revista, como el velcro. Actualmente, sigue pretendiendo ser una revista puntera en ciencia y tecnología, con especial impacto en internet, a través de PPX y su blog.

## PPX
En julio de 2007, Popular Science lanzó PPX, una pionera página web de predicciones científicas. En esta página el público general puede colocar apuestas virtuales referentes a las próximas innovaciones en tecnología, medio ambiente y ciencia. El sistema PPX se basa en la capacidad de las apuestas para predecir el futuro. Las apuestas incluyen si Facebook recibirá una OPV en 2008, el lanzamiento de un iPod con pantalla táctil y si Dongtan, la ecociudad china, será habitada antes de 2010. Hasta el momento, la realidad de la pantalla táctil del iPod ha demostrado la capacidad del intercambio de ideas para predecir las tendencias de la tecnología.

## Críticas
Popular Science ha sido criticada por optar por la espectacularidad antes que por la fiabilidad científica en muchos de sus artículos. Estas críticas han aumentado con su sistema de predicciones. Así mismo, su lenguaje dirigido al público no especializado, marca de identidad desde su fundación, ha suscitado las críticas de varios investigadores, que ven reducida la verificabilidad de sus descubrimientos en aras de la comprensión del público.